# Speedsport

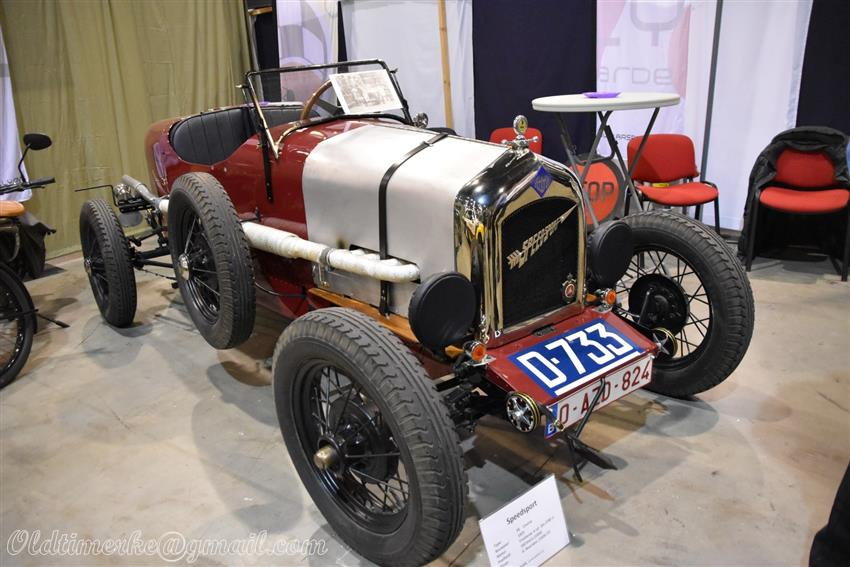
Speedsport Type PE

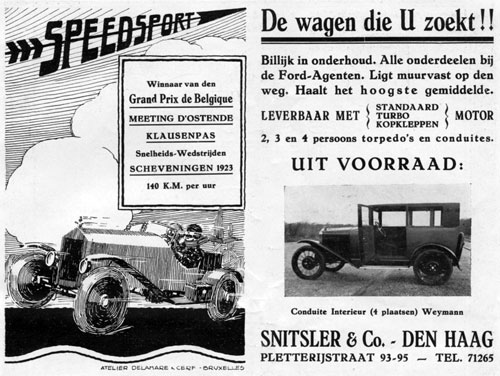
Anzeige von 1925

Speedsport war eine belgische Automarke.

## Unternehmensgeschichte
Das Unternehmen Bartsoen & Bonar hatte seinen Sitz an der Rue Waelhem in Schaerbeek/Schaarbeek. Es stellte Ende 1923 sein erstes Fahrzeug vor und begann 1924 mit der Produktion von Automobilen. Die Fahrzeuge wurden zunächst als Speedford vermarktet. Bereits 1924 änderte sich der Markenname auf Speedsport. 1927 endete die Produktion. Im besten Jahr 1925 entstanden etwa 100 Fahrzeuge.

## Fahrzeuge
Das Unternehmen stellte Fahrzeuge auf der Basis des Ford Modell T her. Der Vierzylindermotor mit 95 mm Bohrung, 102 mm Hub und 2892 cm³ Hubraum leistete wahlweise 22 oder 25 PS. Die ersten Modelle waren zweisitzige Sportausführungen auf gekürztem Fahrgestell. Die Fahrzeuge wurden auch erfolgreich bei Autorennen eingesetzt. Später gab es zusätzlich Coupés mit drei Sitzen und Limousinen mit fünf Sitzen.